# Больница Монфор

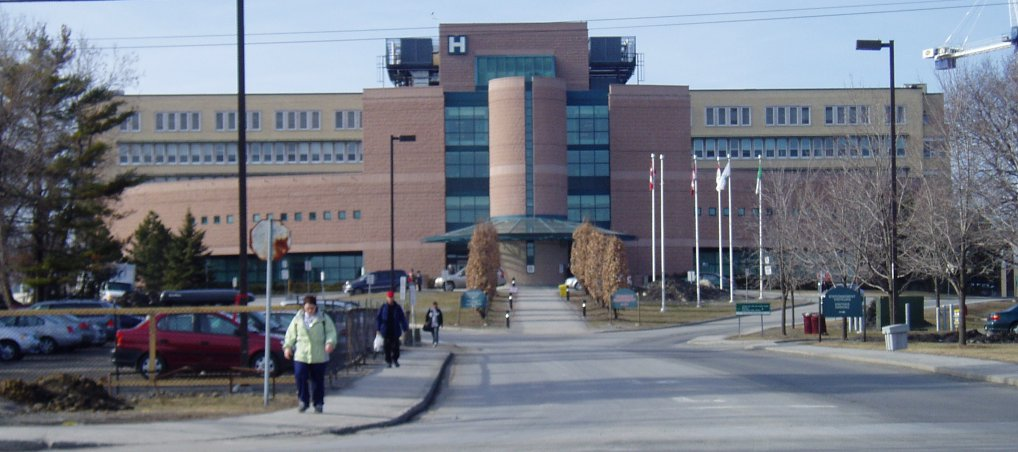
Больница Монфор

Больница Монфор (англ. Montfort Hospital; фр. Hôpital Montfort) — крупнейшая больница и единственное медицинское учреждение провинции Онтарио (Канада), специализирующееся на обслуживании франкоязычного меньшинства. Расположена в г. Оттава на перекрёстке бульвара Сен-Лоран и шоссе Авиации в районе Форбс, на границе с Ванье — крупнейшим франкоязычным районом Оттавы. 40 % франко-онтарцев провинции проживает в непосредственной близости от госпиталя (около 200 тыс. человек), составляющих 17 % населения города (не считая Гатино на стороне Квебека).
Основана в 1953 году одним из католических приходов провинции.

## Попытка закрытия больницы
Попытки закрыть больницу в 1997 году вызвали акции протеста и массовые демонстрации со стороны франко-онтарцев и квебекцев.
Премьер-министр Онтарио Майк Харрис в рамках своей программы сокращения "лишних" больниц выступил с инициативой реструктурировать и закрыть больницу. Жан Шаре, нынешний премьер-министр Квебека, выступил против. Около 10 тысяч человек вышло на улицы в знак протеста, демонстранты собрали 126 тысяч подписей в поддержку госпиталя. В результате больница продолжает своё функционирование и получила грант в размере 250 млн канадских долларов с целью удвоить размеры к 2007 году.